# Реген (город)
Реген (нем. Regen) — город и городская община в Германии, районный центр в Республике Бавария.
Община расположена в правительственном округе Нижняя Бавария в районе Реген. Население составляет 11 749 человек (на 31 декабря 2010 года). Занимает площадь 65,15 км². Официальный код — 09 2 76 138.
Городская община подразделяется на 59 городских районов.

## Население
По оценке на 31 декабря 2015 года население общины Реген составляет 10 855 чел. 

| Дата      | 1840 | 1871 | 1900 | 1925 | 1939 | 1950 | 1961 | 1970  | 1987  | 2011  |
| --------- | ---- | ---- | ---- | ---- | ---- | ---- | ---- | ----- | ----- | ----- |
| Население | 3415 | 3928 | 5044 | 5915 | 6466 | 8997 | 9121 | 10638 | 11001 | 10803 |

| Год       | 1960 | 1970  | 1980  | 1990  | 2000  | 2009  | 2010  | 2011  | 2012  | 2013  | 2014  | 2015  |
| --------- | ---- | ----- | ----- | ----- | ----- | ----- | ----- | ----- | ----- | ----- | ----- | ----- |
| Население | 9294 | 10610 | 11067 | 11497 | 12536 | 11784 | 11749 | 10767 | 10684 | 10714 | 10717 | 10855 |